# Oscar Isaac
Oscar Isaac Hernández Estrada (Cidade da Guatemala, 9 de março de 1979) é um ator, músico e produtor guatemalteco naturalizado estadunidense. Reconhecido por sua versatilidade, ele foi creditado por quebrar estereótipos sobre personagens latinos em Hollywood. Ele foi nomeado o melhor ator de sua geração pela Vanity Fair em 2017 e um dos 25 maiores atores do século 21 pelo The New York Times em 2020.  É  mais conhecido por ter protagonizado o filme Inside Llewyn Davis e por papéis como o de Poe Dameron na saga Star Wars, Nathan em Ex-Machina e o Duque Leto Atreides em Dune. Desde 2022, interpreta o papel de Marc Spector / Moon Knight no Universo Cinematográfico da Marvel. Nos palcos, já esteve em produções da Broadway e foi crediado como primeiro ator Latino a interpretar Hamlet em uma grande produção dos Estados Unidos.
Seus reconhecimentos incluem a vitoria do Globo de Ouro de Melhor Ator em Minissérie ou Telefilme de 2016 por Show Me a Hero, além de outras duas indicações nas categorias de ator em minissérie e ator em comédia ou musical, e uma indicação ao Emmy. Também em 2016 foi considerado uma das 100 pessoas mais influentes do mundo pela revista Time., em 2017 foi chamado de interprete de sua geração pela Vanity Fair e em 2020 The New York Times o incluiu na lista de maiores atores do século 21.
Oscar é visto como um ator versátil e que, com suas decisões artísticas, ajuda na quebra de estereótipos e na representação positiva do latinos em produções norte americanas.

## Biografia
Oscar nasceu na Guatemala, mas a sua família mudou-se para Baltimore, nos Estados Unidos poucos meses após o seu nascimento devido a um terremoto que assolou a zona onde viviam. A família ainda viveu em Nova Orleães antes de se fixar em Miami, no estado da Flórida, onde Oscar passou grande parte da infância. Seu pai, Óscar Gonzalo Hernández-Cano, é um pneumologista cubano e a sua mãe, Maria Eugenia Estrada Nicolle, era guatemalteca. Oscar tem uma irmã mais velha, Nicole Hernández Hammer que trabalha como especialista em aquecimento global e um irmão mais novo, Mike Hernández que é jornalista no Miami New Times.
Desde criança, era inclinado para musica e cinema, mas cresceu em um lugar descrito como"pouco propenso para artes" por conta do caráter conservador. Apesar disso, aos quatro anos já brincava de teatro no quintal com a irmã e aos 10 fez seu primeiro filme caseiro. Na quinta série escreveu sua primeira peça . Oscar Gonzalo, seu pai, levava constantemente para casa, fitas de filmes para a familia assistir, e isso também incentivou-o em sua escolha de carreira.
Apesar de descrever a sua educação evangelista como "bastante religiosa", Oscar diz que era um arruaceiro. Aos 12 anos foi expulso de uma escola privada depois de vários incidentes que envolveram "acariciar animais exóticos, acionar um alarme de incêndio no ginásio e destruir um mural". Depois da expulsão, os seus pais tinham-no inscrito noutra escola privada, porém um furacão destruiu toda a zona onde vivia, incluindo a escola para onde ia, e a família acabou por se mudar para Palm Beach. A partir daí, frequentou uma escola pública onde começou a aprender a tocar instrumentos e se juntou a várias bandas. Na mesma altura começou a participar em peças de teatro. Nessa época, seus pais já haviam se divorciado e a artes o ajudaram a enfrentar o estresse da situação.
Quando se formou, Oscar ingressou na na Miami-Dade College, uma universidade comunitária onde completou um curso de Artes Performativas. O jovem conciliou os estudos com os Blinking Underdogs, uma banda de ska punk fundada por ele, e com o teatro regional. A banda teve algum sucesso em Miami e chegou a abrir alguns shows da banda Green Day. Nessa época, fez um workshop com um diretor de casting, o que lhe rendeu um papel no filme independente Illtown, e depois disso ainda conseguiu vários papel em teatro.
Incerto sobre sua carreira, Oscar cogitou ir para a Marinha, o que inicialmente não foi aprovado por seu pai. Mesmo assim, se candidatou ao cargo de fotografia de combate, mas a posição não foi lhe oferecida, então, optou por estudar artes performáticas na Miami Dade College e continuar fazendo teatro. Durante uma passagem a Nova York com uma montagem off Broadway, decidiu candidatar-se por impulso à Juilliard, prestigiada escola de artes. Foi aceito no programa de representação, onde foi colega de sala de Jessica Chastain, e terminou o bacharel em Belas Artes no ano de 2005.

## Carreira

### Primeiros trabalhos (2005–2010)
Depois de se formar em Julliard, Oscar continuou a compor e se apresentar em clubs em Nova York. Paralelo a música, conseguiu bons papeis em produções off Broadway.
Em 2006, fez uma rápida participação em Law & Order: Criminal Intent e interpretou José no filme The Nativity Story. O filme foca-se na história da viagem de José e Maria para Belém antes do nascimento de Jesus. Keisha Castle-Hughes interpreta o papel de Maria. Ainda nesse ano foi um dos protagonistas de The Half Life of Timofey Berezin, um filme britânico que teve estreia no Festival Internacional de Cinema de Toronto.
Nos anos seguintes participou em vários filmes de destaque em papéis secundários. Os filmes incluem The Life Before Her Eyes (2007), Che: Part One (2008), Body of Lies (2008) e Ágora (2009). Em 2009, protagonizou o filme australiano Balibo no papel de José Ramos-Horta. O filme baseia-se em acontecimentos reais, nomeadamente na investigação do jornalista australiano Roger East, com a ajuda de Ramos-Horta, à captura e assassinato de um grupo de jornalistas em Timor-Leste pouco antes de o país ser invadido pela Indonésia. 

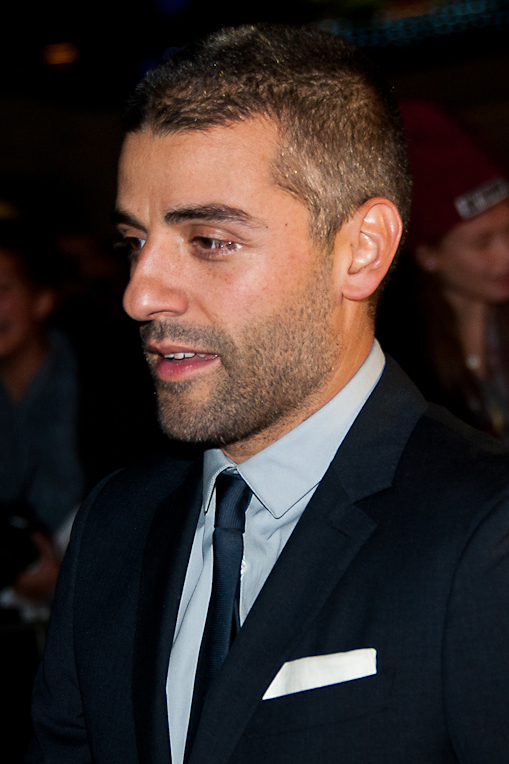
Oscar Isaac na estreia de Inside Llewyn Davis em Londres

Em 2010 interpretou o papel de Príncipe João, mais tarde coroado rei João de Inglaterra no filme Robin Hood, a readaptação ao cinema de Ridley Scott da conhecida história de Robin Hood. O filme é protagonizado por Russel Crowe e Cate Blanchett. No ano seguinte interpretou o papel do vilão Blue Jones em Sucker Punch, um filme de fantasia que segue a história de uma jovem internada num sanatório pelo padrasto que se refugia numa realidade alternativa para lidar com o trauma. 

### Revelação (2011–2014)
Ainda em 2011, teve papéis secundários nos filmes Drive, um thriller do realizador Nicolas Winding Refn e protagonizado por Ryan Gosling; W.E. um drama romântico realizado por Madonna que retrata o romance entre o rei Eduardo VIII do Reino Unido com a divorciada americana Wallis Simpson. Apesar do fracasso de critica, a interpretação de Isaac foi chamada de "um dos poucos pontos que valem a pena no filme"; e 10 Years, uma comédia romântica sobre a reunião de um grupo de amigos 10 anos após a formatura. Em 2012 participou no filme Won't Back Down no papel de um professor de música e em For Greater Glory, no papel de El Catorce. Filme com grande elenco, tais como Andy Garcia, Catalina Sandino Moreno, Rubén Blades, Bruce Greenwood, Peter O'Toole e outros. 
Em 2013 protagonizou o filme Inside Llewyn Davis, escrito e realizado pelos Irmãos Coen, em que interpreta o papel de um cantor de música folk talentoso, mas sem sucesso. 
A dupla de cineastas procurava um ator musico, pois acreditavam que alguém com experiencia em atuação, mas sem bagagem musical, não seria suficiente para o papel. Em um momento porém, acreditaram que a missão seria muito dificil e testeram alguns musicos veteranos. Isaac ficou sabendo das audições e se inscreveu por acreditar que carregava a combinação procurada, suas habilidades de fato impressionaram os Coen e ele conseguiu o papel.
Em preparação para o filme, aprendeu a Travis picking (tecnica de tocar instrumentos de corda com dedos, sem paletas, muito usada em guitarras acusticas) e trabalhou com os musicos Erik Frandsen e T Bone Burnett. O ator ainda performou 12 músicas, uma delas um dueto com Marcus Mumford, e criou arranjo de duas com T Bone. O filme foi aclamado por público e critica, venceu o Grand Prix do Festival de Cinema de Cannes em 2013 e Oscar, considerado uma das grandes revelações do ano por seu trabalho na produção, foi nomeado para um Globo de Ouro na categoria de Melhor Ator num Filme Musical ou de Comédia. 
Ainda em 2013, Oscar protagonizou, com Elizabeth Olsen, Jessica Lange e Tom Felton, o filme In Secret, uma adaptação ao cinema da peça Thérèse Raquin de Émile Zola.
Em 2014 foi um dos protagonistas de The Two Faces of January, um thriller que segue a fuga de um casal e de um estranho de Atenas quando um deles é implicado num homicídio. O filme conta ainda com Viggo Mortensen e Kirsten Dunst no elenco. Ainda nesse ano protagonizou A Most Violent Year, onde interpreta o papel de Abel Morales, um empresário que tenta manter e expandir o seu negócio apesar das perdas sofridas em 1981, o ano com o maior registo de criminalidade na cidade de Nova Iorque. Jessica Chastain, antiga colega de classe em Juilliard e até hoje uma de suas amigas mais próximas, também é protagonista.

### Consolidação e Sucesso  (2015–2017)
Em 2015 protagonizou o filme de ficção científica britânico, Ex Machina com Alicia Vikander e Domhnall Gleeson. O filme segue a história de um programador que recebe um convite do seu patrão para conduzir o Teste de Turing a um andróide com inteligência artificial. Ainda nesse ano participou no muito aguardado Star Wars: The Force Awakens no papel de Poe Dameron, o comandante dos Starfighter Corps da Resistência.
Ainda em 2015, protagonizou a Show Me a Hero no canal HBO, minissérie é baseada em fatos reais em que Oscar interpreta Nick Wasicsko, um político de Nova Iorque que lutou contra a desagregação dos bairros sociais. O Tribeca News chamou Isaac de "o verdadeiro melhor ator de 2015" e destacou que apesar de grandes atores terem intregado performances dignas de reconhecimento da Academia no cinema, "nenhum deles foi tão profundo quanto Oscar Isaac em Show Me a Hero, que é uma caracterização maravilhosa e contundente que está entre as melhores atuações do cinema contemporâneo... exceto que foi ao ar na televisão". Oscar venceu o Globo de Ouro de Melhor Ator em Minissérie ou Telefilme de 2016 pela série.
Em 14 de novembro de 2014, a 20th Century Fox anunciou que Oscar iria interpretar o papel do vilão En Sabah Nur / Apocalypse no terceiro filme do reboot de X-Men, X-Men: Apocalipse. O filme estreou em 2016 com críticas mistas e foi um dos filmes menos rentáveis da saga X-Men, apesar de ter conseguido arrecadar mais de 540 milhões de euros nas bilheteiras a nível mundial.  Ainda em 2016, foi convidado a fazer parte da Academia de Artes e Ciências Cinematográficas.
No final de 2016, Isaac passou a maior parte do tempo cuidando de sua mãe, que estava em estagio terminal de câncer. À medida que o estado dela piorava, ele começou a ler Hamlet, de Shakespeare, cuja obra ele era fã desde a infância. Em homenagem a sua mãe, que morreu no final de fevereiro de 2017, Isaac estrelou como Príncipe Hamlet na produção de Hamlet no The Public Theatre. A peça, dirigida por Sam Gold, foi exibida de julho a setembro de 2017. David Rooney, do The Hollywood Reporter, elogiou Isaac como o principal trunfo da produção, e Jeremy Gerard, do Deadline Hollywood, descreveu-o como "o raro ator tanto confortável no palco quanto diante das câmeras", destacando sua "atuação comprometida e totalmente concebida".
Em 2017 foi o protagonista de The Promise, com Christian Bale, um drama sobre o Genocídio Arménio. No mesmo ano, faz parte do elenco de Suburbicon, uma comédia de crime realizada por George Clooney e escrita por Joel e Ethan Coen. Regressou também como Poe Dameron no oitavo episódio da saga Star Wars, Star Wars: The Last Jedi.

### Expansão Profissional (2018–presente)
Em 2018, volta a trabalhar com o realizador de Ex Machina, Alex Garland, no filme Annihilation, protagonizado por Natalie Portman. Por estar trabalhando simultaneamente em Star Wars, Oscar não teve tempo de ensaiar e creditou Portman como grande ajudante nas cenas. No mesmo ano estreou como produtor no filme Operation Finale, atuou em At Eternity's Gate, Life Itself e também dublou o Homem-Aranha 2099 no filme Spider-Man: Into the Spider-Verse.
Ao terminar Star Wars: The Rise of Skywalker em outubro de 2018, Isaac pensou em tirar férias da atução, porém pouco depois já estava escalado como Duque Leto Atreides no remake de Duna, filme de Denis Villeneuve lançado no Festival de Veneza de 2021. Em outubro de 2019, foi escalado para o filme de Paul Schrader, The Card Counter e estrelou o filme de ação e aventura, Triple Frontier, dirigido por J. C. Chandor como Pope, um ex-agente do CAG, e nele teve a oportunidade de voltar a trabalhar com o grande amigo Pedro Pascal, que conheceu em uma montagem de teatro antes de ambos chegarem a fama. Também voltou a interpretar Poe Dameron no filme Star Wars: The Rise of Skywalker, finalizando a trilogia e lançou mais um  trabalho de voz, dessa como Gomez Addams em A Família Adams. 2019 marcou com o lançamento da Mad Gene, produtora que fundou com a esposa, a cineasta dinamarquesa Elvira Lind.
Em 2020, foi dirigido pela esposa pela primeira vez no curta The Letter Room, no qual interpreta um carcerieiro de bom coração. O filme foi indicado ao Oscar de Melhor Curta Metragem em 2021. Em janeiro do mesmo, foi confirmado para estrelar e produzir The Great Machine, uma adaptação dos quadrinhos de Ex Machina. Em junho, foi confirmado para estrelar London, um filme de ficção científica dirigido por Ben Stiller. Em outubro, foi revelado que Isaac estaria em negociações para estrelar Moon Knight para o Disney+, que está sendo desenvolvida pelo Marvel Studios e foi confirmado, em janeiro de 2021, no papel principal. Em dezembro, foi anunciado que Isaac interpretaria Solid Snake na adaptação cinematográfica de Metal Gear Solid, dirigido por Jordan Vogt-Roberts.
Em 2021, voltou a trabalhar com Jessica Chastein na minissérie de 5 episódio Scenes From a Marriage, onde além de protagonizarem, ambos são creditados como produtores. A série é um remake da classica produção de mesmo nome escrita por Ingmar Bergman, na versão contemporânea porém as situações e papeis de genero são invertidas, com Mira, personagem de Jessica, saindo de casa. A série aborda casamento, monogamia, família, e Isaac performou nu frontal completo em alguns epísodios. O trabalho dos dois atores e a quimica em cena foram extremante elogiados e Oscar foi indicado ao Globo de Ouro, SAG Awards e Emmy Awards.
2022 marcou a estreia de Moon Knight no Disney+. O ator, inicialmente hesitante em entrar em outra franquia, teve diversas conversas com o presidente da Marvel, Kevin Feige, antes de aceitar o papel. A série estreiou com boa recepção.
Honrando sua ligação com a música, em 2023 Oscar participou do album da cantora Gaby Moreno, interpretando em dueto Luna de Xelaju, classico guatemalteco. Também em 2023, Isaac estrelou como o personagem-título no revival de The Sign in Sidney Brustein's Window, de Lorraine Hansberry, ao lado de Rachel Brosnahan. A produção inciou no Brooklyn Academy of Music e pouco depois foi transferido para o James Earl Jones Theatre, da Broadway. Mais tarde, dublou o papel de Homem-Aranha 2099, uma versão do super-herói homônimo, na animação sucesso de publico e crítica Spider-Man: Across the Spider-Verse. Ele irá repetir seu papel na sequência intitulada Beyond the Spider-Verse. No mesmo ano, foi anunciado como Victor Frankeinstein no adaptação de Guillermo Del Toro para o clássico

## Vida Pessoal
Oscar reside no Brooklyn, Nova Iorque. Primeiramente morou em um apartamento de um quarto que o próprio renovou, e após constituir familia se mudou para um espaço maior.
O seu papel de Poe Dameron em Star Wars fez com que se tornasse num sex symbol e fosse apelidado de "namorado da internet" por várias publicações, entre elas a revista Rolling Stone. Sobre o seu novo estatuto, Oscar disse: "A internet nunca me pareceu muito interessada em relações monogâmicas. A internet é muito promíscua".
Oscar é casado com a cineasta dinamarquesa Elvira Lind, com quem começou a namorar em 2012. O casal tem dois filhos: Eugene (nascido em 2017) e Mads (nascido em 2019).
Eugenia, mãe do ator morreu em 2017 de câncer, um mês antes do casamento com Elvira e dois meses antes do nascimento de Eugene. Segundo ele, Eugenia foi uma grande incetivadora de sua carreira e o levou em suas primeiras audições.

## Filmografia

### Filmes
| Ano  | Título                              | Papel                             | Título em Português/ Notas |
| ---- | ----------------------------------- | --------------------------------- | --- |
| 1998 | Illtown                             | Pool Boy                          | pt: Cidade Doente |
| 2002 | All About the Benjamins             | Francesco                         | br: Amigos Por Acaso pt: Cidade Doente |
| 2004 | Lenny the Wonder Dog                | Detetive Fartman                  | |
| 2006 | The Half Life of Timofey Berezin    | Shiv                              | |
| 2006 | The Nativity Story                  | José                              | br: Jesus - A História do Nascimento pt: O Nascimento de Cristo                                                                                   |
| 2007 | The Life Before Her Eyes            | Marcus                            | br/pt: Sem Medo de Morrer |
| 2008 | Che - Part 1                        | Intérprete                        | br/pt: Che: O Argentino |
| 2008 | Body of Lies                        | Bassam                            | br: Rede de Mentiras pt: O Corpo da Mentira |
| 2009 | Agora                               | Orestes                           | br: Alexandria pt: Ágora |
| 2009 | Balibo                              | José Ramos-Horta                  | |
| 2010 | Robin Hood                          | Príncipe João                     | br/pt: Robin Hood |
| 2011 | Sucker Punch                        | Blue Jones                        | br:pt: Sucker Punch: Mundo Surreal |
| 2011 | W.E.                                | Evgeni                            | br: W.E.: O Romance do Século pt: W.E. |
| 2011 | 10 Years                            | Reeves                            | br: 10 Anos de Pura Amizade pt: 10 Anos Depois |
| 2011 | Drive                               | Standard Gabriel                  | br: Drive pt: Drive - Duplo Risco |
| 2012 | For Greater Glory                   | Victoriano "El Catorce" Ramírez   | br: Cristiada |
| 2012 | Revenge for Jolly!                  | Cecil                             | |
| 2012 | The Bourne Legacy                   | Number 3                          | br: O Legado Bourne pt: O Legado de Bourne |
| 2012 | Won't Back Down                     | Michael Perry                     | br: A Luta Por Um Ideal pt: Nunca Desistas |
| 2013 | Inside Llewyn Davis                 | Llewyn Davis                      | br: Inside Llewyn Davis: Balada de um Homem Comum pt: A Propósito de Llewyn Davis Globo de Ouro de Melhor Ator num Musical ou Comédia (Indicação) |
| 2013 | In Secret                           | Laurent LeClaire                  | br/pt: Em Segredo |
| 2014 | The Two Faces of January            | Rydal Keener                      | br/pt: As Duas Faces de Janeiro |
| 2014 | Ticky Tacky                         | Lucien                            | Curta-metragem |
| 2014 | A Most Violent Year                 | Abel Morales                      | National Board of Review Award - Melhor Ator (Empatado com Michael Keaton)                                                                        |
| 2015 | Ex Machina                          | Nathan Bateman                    | br: Ex Machina: Instinto Artificial pt: Ex Machina                                                                                                |
| 2015 | Mojave                              | Jack                              | |
| 2015 | Star Wars: The Force Awakens        | Poe Dameron                       | br/pt: Star Wars: O Despertar da Força |
| 2016 | X-Men: Apocalypse                   | En Sabah Nur / Apocalypse         | br/pt: X-Men: Apocalipse |
| 2017 | The Promise                         | Michael                           | br/pt: A Promessa |
| 2017 | Suburbicon                          | Roger                             | br: Suburbicon: Bem-vindos ao Paraíso |
| 2017 | Star Wars: The Last Jedi            | Poe Dameron                       | br/pt: Star Wars: Os Últimos Jedi |
| 2018 | Annihilation                        | Marido da bióloga                 | br/pt: Aniquilação |
| 2018 | Life Itself                         | Will Dempsey                      | |
| 2018 | Operation Finale                    | Peter Malkin                      | |
| 2018 | At Eternity's Gate                  | Paul Gauguin                      | |
| 2018 | Spider-Man: Into the Spider-Verse   | Miguel O'Hara / Homem-Aranha 2099 | br: Homem-Aranha: No Aranhaverso / Voz (cena pós-créditos)                                                                                        |
| 2019 | Triple Frontier                     | Santiago "Pope" Garcia            | |
| 2019 | The Addams Family                   | Gomez Addams                      | Voz |
| 2019 | Star Wars: The Rise of Skywalker    | Poe Dameron                       | br: Star Wars: A Ascensão Skywalker pt: Star Wars: A Ascensão de Skywalker                                                                        |
| 2020 | The Letter Room                     | Richard                           | Curta-metragem |
| 2021 | Dune                                | Duke Leto Atreides                | |
| 2021 | Big Gold Brick                      | Anselm                            | Pós-produção; também como produtor executivo |
| 2021 | The Card Counter                    | William Tell                      | Pós-produção |
| 2021 | The Addams Family 2                 | Gomez Addams                      | Voz |
| 2023 | Spider-Man: Across the Spider-Verse | Miguel O'Hara / Homem-Aranha 2099 | Voz |

### Televisão
| Ano       | Título                       | Personagem                      | Notas                          |
| --------- | ---------------------------- | ------------------------------- | ------------------------------ |
| 2006      | Law & Order: Criminal Intent | Robbie Paulson                  | Episódio: "The Healer"         |
| 2015      | Show Me a Hero               | Nick Wasicsko                   | 6 episódios                    |
| 2018–2019 | Star Wars Resistance         | Poe Dameron                     | Voz; 4 episódios               |
| 2022      | Scenes from a Marriage       | Jonathan                        | Minissérie; produtor executivo |
| 2022      | Moon Knight                  | Marc Spector / Cavaleiro da Lua | Pós-produção                   |

### Video games
| Ano  | Título                             | Voz de Personagem |
| ---- | ---------------------------------- | ----------------- |
| 2015 | Disney Infinity 3.0                | Poe Dameron       |
| 2016 | Lego Star Wars: The Force Awakens  | Poe Dameron       |
| 2021 | Lego Star Wars: The Skywalker Saga | Poe Dameron       |

### Podcasts
| Ano  | Título     | Personagem  |
| ---- | ---------- | ----------- |
| 2016 | Homecoming | Walter Cruz |

## Teatro
| Ano  | Título                           | Personagem            | Teatro                   |
| ---- | -------------------------------- | --------------------- | ------------------------ |
| 2005 | The Two Gentlemen of Verona      | Proteus               | Delacorte Theater        |
| 2006 | Beauty of the Father             | Federico García Lorca | New York City Center     |
| 2007 | Romeo and Juliet                 | Romeo Montague        | Delacorte Theater        |
| 2008 | Grace                            | Tom                   | Lucille Lortel Theatre   |
| 2011 | We Live Here                     | Daniel                | New York City Center     |
| 2017 | Hamlet                           | Príncipe Hamlet       | The Public Theater       |
| 2023 | Sign in Sidney Brustein’s Window | Sidney Brustein       | James Earl Jones Theatre |